# Uridinedifosfaat
Uridinedifosfaat of UDP is een ribonucleotide die is opgebouwd uit het nucleobase uracil, het monosacharide ribose en twee fosfaatgroepen.

## Biochemische functies
Uridinedifosfaat treedt op als co-enzym bij de glycosylering, de glycogenine-gekatalyseerde vormingsreactie van glycogeen. Glycogeen wordt gevormd door addities van glucosemoleculen, zodat een polymere structuur (polysacharide) ontstaat. De glucosemoleculen worden aangebracht door UDP-glucose, de geglycosyleerde vorm van UDP:
De biosynthese van UDP-glucose is ATP-afhankelijk.